# Federazione di pattinaggio dei Paesi Bassi
La Federazione di pattinaggio dei Paesi Bassi (neː Nederlandse Roller Sports en Bandy Bond) è l'organo nazionale dei Paesi Bassi che governa e gestisce tutti gli sport rotellistici ed ha lo scopo di organizzare, disciplinare e sviluppare tali discipline.

L'ente ha la sede a Dordrecht.

L'attuale presidente è Martin van Lieshout.

## Discipline
Le discipline ufficialmente affiliate alla federazione sono le seguenti:
- Hockey su pista
- Hockey in linea
- Pattinaggio freestyle
- Pattinaggio artistico
- Pattinaggio corsa
- Skateboard
- Skiroll